# Clean dungat
Cleanul dungat (Telestes souffia) este un pește dulcicol bentopelagic din familia ciprinidelor găsit în apele curgătoare de munte ale Europei.

## Habitat
Trăiește în râurile de munte cu apa limpede și bine oxigenate în locurile cu curenți moderat- rapizi, uneori în repezișuri, dar niciodată în ape stătătoare sau în brațele laterale foarte încete. În munți ajunge la o altitudine de 900 m deasupra nivelului mării, dar este, de asemenea, găsit în unele lacuri de mare altitudine.

## Distribuția geografică și subspecii
Cleanul dungat este reprezentată în râurile Europei prin trei subspecii: 
1. Telestes souffia souffia în bazinul Rhonului și al Varului
2. Telestes souffia muticellus în nordul Italiei
3. Telestes souffia agassizi în bazinul Dunării și al Rinului superior.

În România a fost identificată în anul 1959 în râul Săpânța, afluent al Tisei de către Bănărescu și Bichiceanu . Aria de răspândire a acestei specii pe teritoriul României se află pe cursul principal al Tisei superioare și sectorul de vărsare al afluenților Săpânța, Iza, Rona, Mara, Vaser, Novăț, Cosău și Vișeu .

## Descriere
Are o lungime obișnuită de 15–18 cm, lungime maximă de 25 cm.
Corpul este alungit, fusiform, puțin comprimat lateral; capul aproximativ conic, botul rotunjit sau obtuz. Profilul dorsal al corpului slab convex, la unele exemplare rectiliniu, din zona cefei până la inserția dorsalei.
Gura este mică, subterminală. Dinții faringieni sunt dispuși pe 2 rânduri (formula 2.5—5.2 sau 2.5—4.2).
Înotătoarea dorsală cu baza scurtă are marginea dreaptă. Înotătoarea caudală este bifidă cu lobii egali. Înotătoarea anală scobită.

## Colorația
Coloritul corpului este cenușiu pe spate, cu o nuanță verzuie și argintiu pe laturi și abdomen. Pe laturi se află o dungă lată cenușie-albăstruie, dispusă longitudinal, de la bot până la baza înotătoarei caudale. Peritoneul este negru.

## Hrana
Este un pește omnivor, cu componenta animală predominantă. Se hrănește cu nevertebrate bentonice: crustacee (amfipodele și copepode), insecte acvatice, larve de insecte (perlide, efemeride), viermi și moluște, dar, de asemenea, și cu detritus organic, diatomee, alge filamentoase și alte plante acvatice. Atacă puii și icrele altor pești. Larvele și juvenili se hrănesc cu fitoplancton și zooplancton.

## Reproducere
Atinge maturitatea sexuală după vârsta de 3 ani. Depune icrele primăvara (din martie până în mai), pe fund pietros în curentul puternic al  apei, la o temperatură a apei mai mare de12 °C.  Larvele eclozează după circa 15 zile și migrează în zone liniștite pentru a se hrăni. În timpul reproducerii se adună în cârduri mari. După depunerea icrelor, peștii adulți migrează în aval.

## Importanța economică
Are valoare economică redusă, din cauza cantității reduse de capturi. Carnea sa este considerată destul de bună, cu toate că are un gust ușor amar.